# WONBIN
WONBIN（오원빈、1990年3月26日 - ）は、韓国の歌手。身長181cm、体重62kg。血液型O型。FTislandの元メンバー。

## 来歴
- 京畿大学芸術大学電子デジタル音楽科在学中。
- 2007年6月に『FTISLAND』として韓国デビュー。
- 2008年4月に短期日本留学。同年6月に日本インディーズデビュー。
- 2009年1月に『FTISLAND』を脱退。
- 同年、『美男ですね』のオリジナル・サウンドトラックに参加。
- 2010年11月11日に『사랑해 또 사랑해』でソロデビュー。
- 2011年3月14日に『C'mon Girl』で日本インディーズデビュー。
- 同年、6月7日に『マッスルガール! 第8話』にゲスト出演。
- 同年、6月21日に『good for you』セカンドミニアルバム リリース。
- 同年、9月29日に『to the star』ファーストシングル リリース。
- 同年、韓国ドラマ『オレのことスキでしょ。』に出演。オリジナル・サウンドトラックに参加。
- 同年、韓国ミュージカル『三銃士』ダルタニアン役 出演。
- 2011年11月、韓国シットコム『ワッソ ワッソ チェデロ ワッソ全６０話』パクホ役 出演。
- 2012年5月21日に『time to...』1st アルバム リリース。
- 2013年12月FNC ENTERTAINMENTとの契約期間が満了（＊2013年12月3日にFNC MUSIC JAPAN INCのINFORMATIONにて発表）
- 2021年12月5日に自身のインスタグラムを通して、結婚と子供の誕生を報告。

## ディスコグラフィー

### シングル
1. to the star（2011年9月29日）

### アルバム
ミニ・アルバム
1. C'mon Girl（2011年3月14日）
2. good for you（2011年6月21日）

スタジオ・アルバム
1. time to...（2012年5月21日）

## ライブ

### 日本
- 2011年：4月16日C'mon Girlショーケース@新宿BLAZE
- 2011年：6月21日WONBIN 2ndミニアルバムライブツアー〜Good For You〜@名古屋ELL
- 2011年：6月23日WONBIN 2ndミニアルバムライブツアー〜Good For You〜@大阪BIG CAT
- 2011年：6月26日WONBIN 2ndミニアルバムライブツアー〜Good For You〜@东京赤坂BLITZ
- 2011年：9月29日WONBIN 1stシングルリリースライブツアー〜REVENGE〜@古古屋ELL
- 2011年：10月1日WONBIN 1stシングルリリースライブツアー〜REVENGE〜@东京赤坂BLITZ
- 2011年：10月3日WONBIN 1stシングルリリースライブツアー〜REVENGE〜@大阪BIG CAT
- 2012年：5月26日WONBIN 1stアルバムリリースライブツアー〜Wherever〜@Shinjuku BLAZE